# Hoghehus

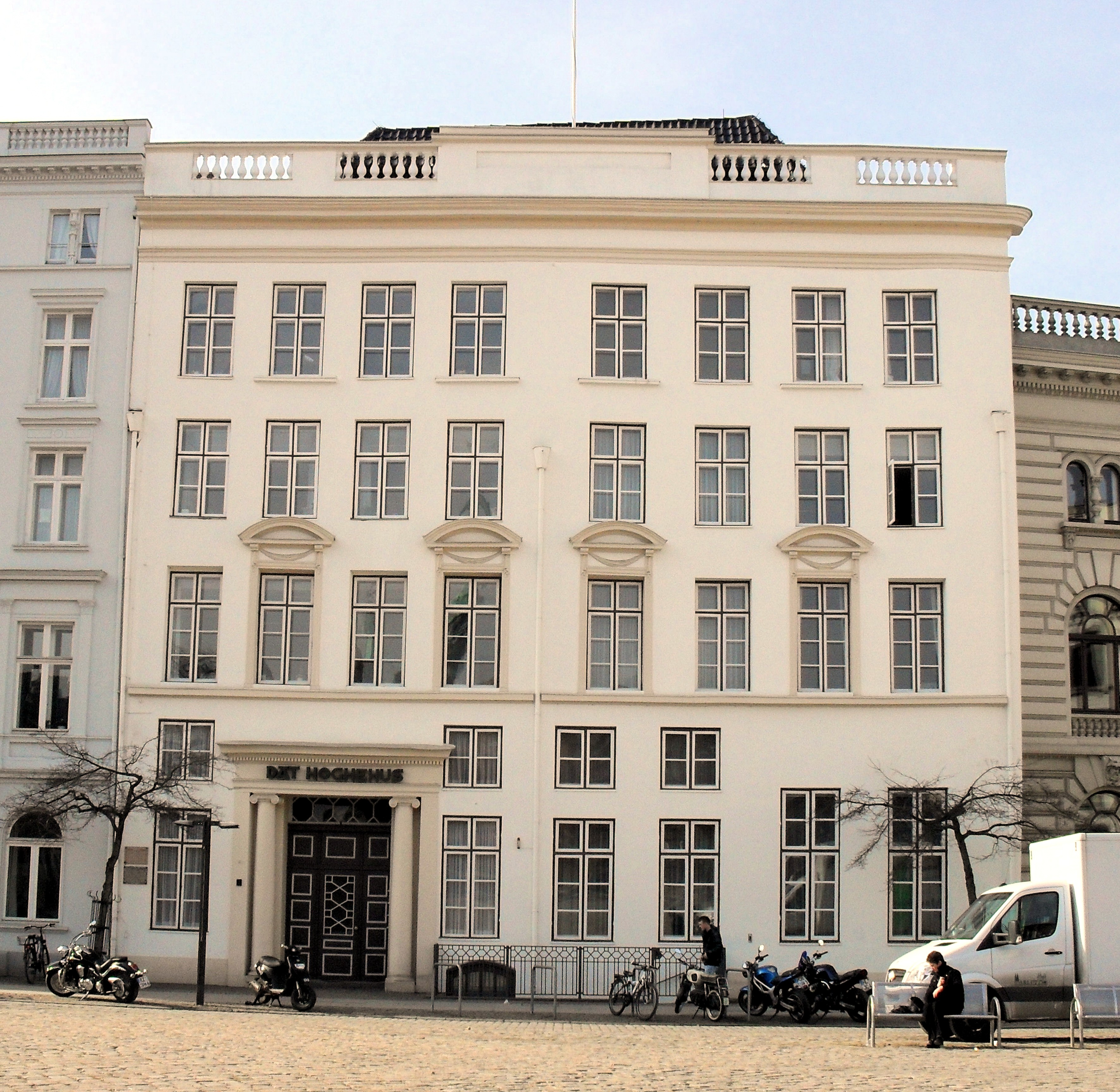
Das Hoghehus

Das Hoghehus am Koberg in Lübeck ist das größte erhaltene mittelalterliche Bürgerhaus in Lübeck und steht als Bestandteil des Flächendenkmals der Lübecker Altstadt unter Denkmalschutz.

## Geschichte

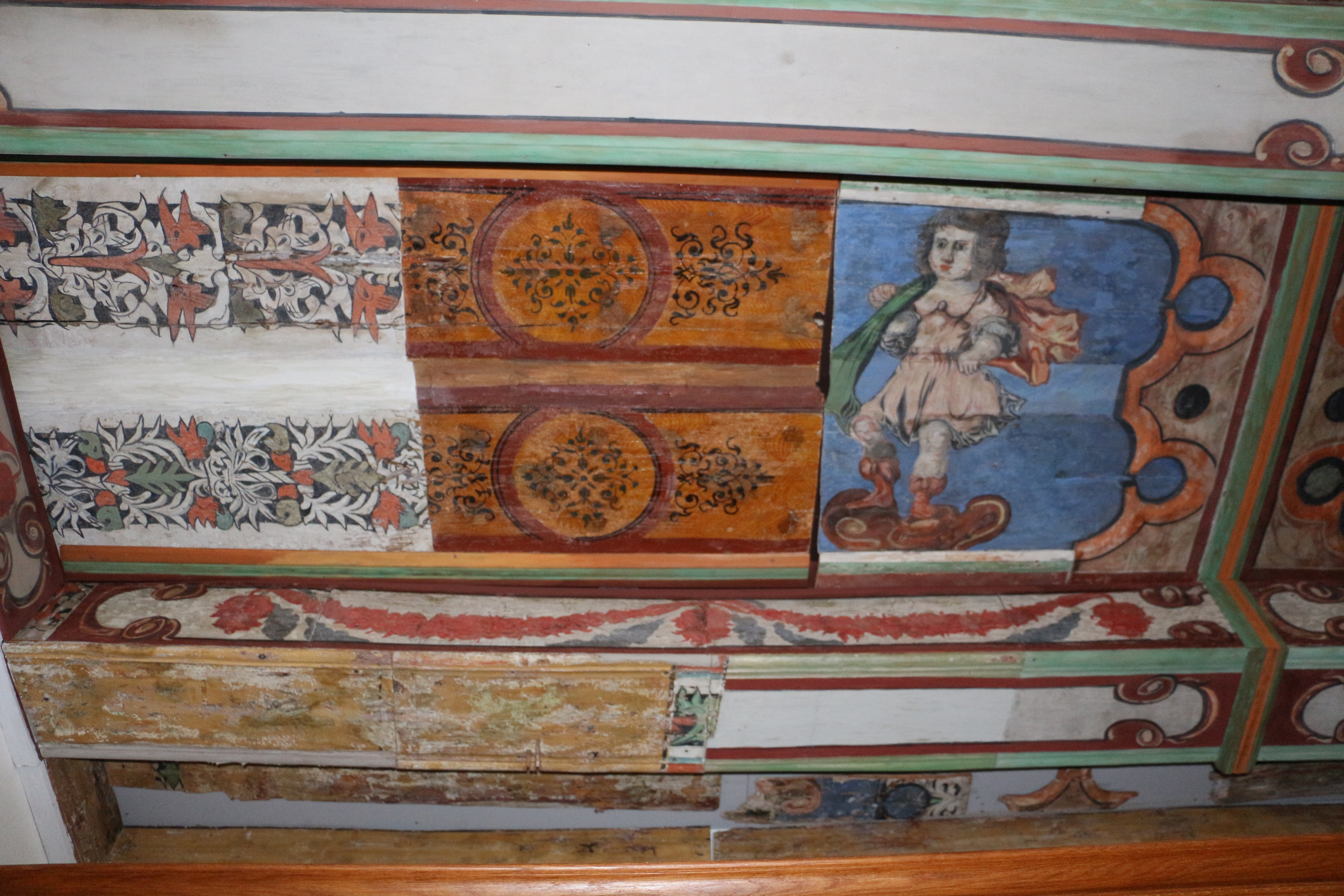
Deckenmalerei aus verschiedenen Epochen

Das Grundstück am Koberg 2 wird in den alten Lübecker Urkunden erstmals um 1307 erwähnt. Es gehörte zu einer kleinen Zahl sehr großer, wohl um 1200 gebildeter Grundstücke, Kurien genannt, die bis zum damaligen Ufer der Trave herabreichten und im Suburbium der Lübecker Burg einen Markthandelsplatz bildeten. Noch bis 1768 reichte das Grundstück bis an die Engelswisch und umfasste die heutigen Grundstücke um den dortigen Torweg mit.
Das erste romanische Bauwerk wurde ab 1216 errichtet, der Seitenflügel als Saalbau ist jünger und geht auf das Jahr 1280, also die Zeit unmittelbar nach dem großen Lübecker Stadtbrand von 1276, zurück. Zu Beginn des 14. Jahrhunderts wurde das Vorderhaus im Zuge der Neubebauung des Westrandes des Kobergs erneuert. Das Hoghehus ist damit einer der ältesten Profanbauten Lübecks. Es wird angenommen, dass hier, in der unmittelbaren Nähe der früheren Lübecker Burg, nach 1226 der Sitz des kaiserlichen Vogtes in Lübeck war. In Anlehnung hieran und aufgrund der Größe wird das Gebäude bereits 1322 alta domus (= hohes Haus) oder Hoghehus genannt. Umbaumaßnahmen erfolgten Mitte des 15. Jahrhunderts durch Lübecks Stadtbaumeister Nicolaus Peck. Das konstruktiv aus zwei Giebelhäusern der Backsteingotik bestehende, für Lübecker Verhältnisse sehr breite Doppelhaus wurde 1796 zur Straße mit einer gemeinsamen klassizistischen Attikafassade versehen, die heute das Erscheinungsbild prägt und über das wahre Alter des Hoghehus täuscht. Aus dieser Zeit stammt auch das Säulenportal. Im Gebäude finden sich neben Decken- und Wandmalereien aus der Gotik und der Renaissancezeit eine barocke Treppe und eine Saaldecke mit Stuck aus dem frühen 18. Jahrhundert, die auf bereits zu diesem Zeitpunkt durchgeführte Umbauarbeiten hindeuten.

## Nutzung
Ausgehend von der vermuteten Nutzung als Vogtei hat das Gebäude eine wechselhafte Nutzungsgeschichte erfahren. Zumindest seit Ausgang des 13. Jahrhunderts ging das Eigentum an wechselnde Privatpersonen über. Die Lübeckische Ratslinie nennt die Ratsherren Gottschalck Wessler († 1305), Albert Travelmann (Kauf 1372), Johann Schotte (Kauf 1402), Tidemann Morkerke (ab 1416), Hinrich Constin († 1482), Hermann Darsow (ab 1488) gefolgt von seinem Schwiegersohn Albrecht Klever († 1565), der wiederum über seine Tochter an Bartold Saffe († 1615) vererbte. Im Siebenjährigen Krieg war das Hoghehus von 1761 bis 1764 „Ausweichresidenz“ des Herzogs Friedrich der Fromme, der sich mitsamt seinem Hofstaat sicherheitshalber bereits 1757 nach Lübeck begeben hatte und mit seinen Ministern sein Land Mecklenburg-Schwerin von dort aus regierte.
Das Hoghehus liegt im Block 96 der Lübecker Altstadt, dessen Sanierung mit Mitteln der Städtebauförderung mit Beschlussfassung der Lübecker Bürgerschaft 1978 begonnen wurde. Seit 1979 war das Gebäude einschließlich des Landhauses im Eigentum der Industrie- und Handelskammer zu Lübeck. Sie nutzte den von 1983 bis 1985 sanierten Komplex als Tagungsgebäude für Schulungen und Veranstaltungen.
Im Oktober 2015 wurde bekannt, dass die Industrie- und Handelskammer die Immobilie verkaufen will. Anfang 2016 ging sie für einen nicht genannten Betrag in den Besitz eines Architekten und seiner Frau über.

## Sonstiges
Die Hoghehus-Kapelle in der gegenüber liegenden Jakobikirche geht auf den 1351 verstorbenen Lübecker Bürger Konrad Hoghehus und seine Frau Elisabeth zurück.